# Pomoy
Pomoy ist eine Gemeinde im französischen Département Haute-Saône in der Region Bourgogne-Franche-Comté.

## Geographie
Pomoy liegt auf einer Höhe von 309 m über dem Meeresspiegel, elf Kilometer westlich von Lure und etwa 15 Kilometer ostnordöstlich der Stadt Vesoul (Luftlinie). Das Dorf erstreckt sich im zentralen Teil des Départements, im Quellgebiet des Ruisseau de la Prairie am Westfuß der Höhe des Bois de Venet.
Die Fläche des 7,51 km² großen Gemeindegebiets umfasst einen Abschnitt in der gewellten Landschaft zwischen dem Becken von Vesoul im Westen und der Ebene von Lure im Osten. Der zentrale Teil des Gebietes wird von der Mulde von Pomoy eingenommen, die durch den Ruisseau de la Prairie nach Südosten über den Lauzin zum Ognon entwässert wird. Die Alluvialniederung liegt auf durchschnittlich 300 m und weist eine Breite von maximal einem Kilometer auf. Nach Westen steigt das Gelände leicht an zu einem landwirtschaftlich genutzten Plateau und bis zur Waldhöhe des Bois de Chassaigne. Den nördlichen Abschluss der Mulde bildet die Höhe Escloupe (355 m). Ganz im Nordwesten erstreckt sich das Gemeindeareal bis in die Talniederung der Colombine (Zufluss des Durgeon).
Östlich von Pomoy erhebt sich der Waldrücken des Bois de Venet, auf dem mit 393 der höchste Punkt von Pomoy erreicht wird. Er bildet die Wasserscheide gegen das Becken von Lure. In geologisch-tektonischer Hinsicht besteht das Gelände zur Hauptsache aus einer Wechsellagerung von sandig-mergeligen und kalkigen Sedimenten, die während der Lias (Unterjura) abgelagert wurden. An einigen Orten im Bois de Venet tritt auch Muschelkalk aus der mittleren Trias zutage.
Nachbargemeinden von Pomoy sind La Creuse im Norden, Genevreuille im Osten, Mollans und Liévans im Süden sowie Velleminfroy im Westen.

## Geschichte
Überreste eines römischen Verkehrsweges weisen auf eine frühe Begehung und vermutlich auch Besiedlung des Gebietes hin. Im Mittelalter gehörte Pomoy zur Freigrafschaft Burgund und darin zum Gebiet des Bailliage d’Amont. Die Existenz einer Adelsfamilie namens Pomoy ist seit dem 12. Jahrhundert belegt. Die Herrschaft Pomoy war vom Kloster Luxeuil abhängig. Zusammen mit der Franche-Comté gelangte der Ort mit dem Frieden von Nimwegen 1678 definitiv an Frankreich. Heute ist Pomoy Mitglied des 14 Ortschaften umfassenden Gemeindeverbandes Communauté de communes des Franches-Communes.

## Sehenswürdigkeiten
Die Dorfkirche von Pomoy wurde im 18. Jahrhundert neu erbaut. Zur Ausstattung gehören ein reich skulptiertes Taufbecken sowie Altäre, Gemälde und Statuen aus der Erbauungszeit. Sehenswert sind im Weiteren die Mairie (Gemeindehaus), ein großes Gebäude aus dem 19. Jahrhundert, und der Dorfbrunnen, dessen Stil der Antike nachempfunden ist.

## Bevölkerung
| Jahr                       | 1962 | 1968 | 1975 | 1982 | 1990 | 1999 | 2006 |
| Einwohner                  | 190  | 184  | 189  | 190  | 152  | 155  | 167  |
| Quellen: Cassini und INSEE |      |      |      |      |      |      |      |

Mit 198 Einwohnern (1. Januar 2022) gehört Pomoy zu den kleinen Gemeinden des Département Haute-Saône. Nachdem die Einwohnerzahl in der ersten Hälfte des 20. Jahrhunderts deutlich abgenommen hatte (1881 wurden noch 494 Personen gezählt), wurde seit Beginn der 1990er Jahre wieder ein leichtes Bevölkerungswachstum verzeichnet.

## Wirtschaft und Infrastruktur
Pomoy war bis weit ins 20. Jahrhundert hinein ein vorwiegend durch die Landwirtschaft (Ackerbau, Obstbau und Viehzucht) und die Forstwirtschaft geprägtes Dorf. Heute gibt es einige Betriebe des lokalen Kleingewerbes. In den letzten Jahrzehnten hat sich das Dorf zu einer Wohngemeinde gewandelt. Viele Erwerbstätige sind deshalb Wegpendler, die in den größeren Ortschaften der Umgebung und in der Agglomeration Vesoul ihrer Arbeit nachgehen.
Die Ortschaft ist verkehrstechnisch gut erschlossen. Sie liegt an der Hauptstraße N19, die von Vesoul via Lure nach Belfort führt. Weitere Straßenverbindungen bestehen mit La Creuse, Mollans und Liévans.